# Suh Yongsun
Suh Yongsun, auch Yong Sun Suh  (kor. 서용선; * 1951 in Seoul) ist ein südkoreanischer Maler und Bildhauer.
Er lebt und arbeitet hauptsächlich in der Nähe von Seoul in Gyeonggi-do.

## Leben
Suh Yongsun wird als einer der wichtigsten Vertreter der Zeitgenössischen Kunst Südkoreas betrachtet. Nach seinem Rückzug von seiner langjährigen Tätigkeit als Professor für Bildende Kunst an der Seoul National University, an der er auch selbst studiert hatte, wurde er im Jahre 2009 vom Museum für Gegenwartskunst Korea zum "Künstler des Jahres" ausgezeichnet.
Neben seiner Tätigkeit im eigenen Land arbeitete unter anderem 1995 in Vermont in den USA und wurde mehrmals nach Melbourne eingeladen. 2001 arbeitete er zudem als Gastprofessor in Hamburg.

## Werk
In seinem Stil verbinden sich traditionelle koreanische Malweise und Thematik mit europäischen Positionen wie des deutschen Expressionismus und der eines Francis Bacon.
Unter den zahlreichen Städten, die Suh auf seinen Reisen besuchte, hatten besonders New York und Berlin einen großen Einfluss auf seine Gemälde, deren Sujets oftmals mit grobem Strich gemalte Stadtszenen sind, in denen sich wie maskiert erscheinende Menschen zeigen.

## Wichtige Ausstellungen (Auswahl)
Suh Yongsuns Arbeiten wurden bereits in zahlreichen Museumsausstellungen gezeigt.
- 2011: Festart, Osaka, Japan
- 2009: "artist of the year", National Museum for Contemporary Art, Südkorea
- 2009: "Mauerreise" Projekt, Berlin
- 2009: "Remembering the Future", Parksoogun Museum, Yanggu, Südkorea
- 2005: Crecloo Art Gallery, New York, USA
- 2004: Ilmin Museum of Art, Seoul
- 2004: Gwangju BIENNALE
- 2001: Presse- und Kulturabteilung Botschaft der Republik Korea, Berlin
- 2001: The traveling museum (National Museum of Korean art, Gwacheon)
- 2001: Seoul Art exhibition (Seoul City Museum)
- 2001: Korean modern art: Reinstatement of painting, Kwang-dong, China
- 2001: Exposition de echanges interuniverstaires 2001, Galerie bernanos, Paris, Frankreich
- 2000: Contemporary Art from Korea, (UNESCO Palace, Beirut)
- 1999: Korea contemporary art – The sound of nature, Kanada
- 1996: '96 Seoul Art Exhibition (Seoul City Museum, Seoul)
- 1995: Korea-China(Art center, Seoul)
- 1993: Self Portrait Drawing, Swan Gallery, New York, USA
- 1990: "Expression & Imagination", '90 Contemporary Art Exchange Show, Dong-bang Museum of Art & Los Angeles Art Core Gallery, USA
- 1987: 19th Cagnue International Painting Exhibition, Cagnue, Frankreich

## Auszeichnungen
- 2009: "Artist of the Year 2009" (National Museum of Modern Art, Gwacheon)

## Publikationen
- "1975-2007 SUH Yongsun I,II,III", Gallery 604, Busan, 2010
- "Artist of the Year 2009 SUH Yongsun", National Museum of Contemporary Art Korea, Gwacheon, 2009
- "SUH Yongsun", Art Vivant, Sigongsa, Seoul, 1994